# Eva Maria Dollinger
Pour les articles homonymes, voir Dollinger.
Eva Maria Dollinger, née Bramböck le 10 avril 1978 à Wörgl en Autriche au Tyrol est une triathlète professionnelle, vainqueur sur triathlon Ironman.

## Palmarès
Le tableau présente les résultats les plus significatifs (podium) obtenus sur le circuit national et international de triathlon depuis 2002,.
| Année | Compétition                                            | Pays           | Position           | Temps           |
| ----- | ------------------------------------------------------ | -------------- | ------------------ | --------------- |
| 2011  | Challenge Walchsee-Kaiserwinkl                         | Autriche       | Médaille d'argent  | 4 h 26 min 35 s |
| 2010  | Ironman Autriche                                       | Autriche       | Médaille d'or      | 9 h 18 min 50 s |
| 2010  | Challenge Walchsee-Kaiserwinkl                         | Autriche       | Médaille d'argent  | 4 h 29 min 50 s |
| 2007  | Coupe du monde - l'étape de Kitzbühel                  | Autriche       | Médaille d'argent  | 1 h 54 min 34 s |
| 2007  | Championnat d'Europe par équipes                       | Danemark       | Médaille d'argent  | 1 h 16 min 18 s |
| 2005  | Championnat d'Autriche                                 | Autriche       | Médaille d'or      | 2 h 26 min 36 s |
| 2004  | Coupe d'Afrique de triathlon - l'étape de Langebaan    | Afrique du Sud | Médaille d'or      | 2 h 30 min 34 s |
| 2004  | Coupe d'Afrique de triathlon - l'étape de Bloemfontein | Afrique du Sud | Médaille de bronze | 2 h 5 min 16 s  |
| 2003  | Coupe d'Europe - l'étape de Schliersee                 | Allemagne      | Médaille d'argent  | 2 h 23 min 26 s |
| 2003  | Coupe d'Europe - l'étape de Tarzo                      | Italie         | Médaille de bronze | 2 h 8 min 46 s  |
| 2002  | Championnat d'Autriche                                 | Autriche       | Médaille d'argent  | Timing          |
| 2002  | Coupe d'Europe - l'étape de Sofia                      | Bulgarie       | Médaille de bronze | 2 h 17 min 30 s |